# سيمران
سيمران هي ممثلة هندية، ولدت في 4 أبريل 1976 بمومباي في الهند. من الجوائز التي نالتها جائزة فيلم فير جنوب.

## جوائز
- جائزة فيلم فير جنوب

## وصلات خارجية
- سيمران على موقع IMDb (الإنجليزية)
- سيمران على موقع قاعدة بيانات الفيلم (الإنجليزية)